# オルメカ

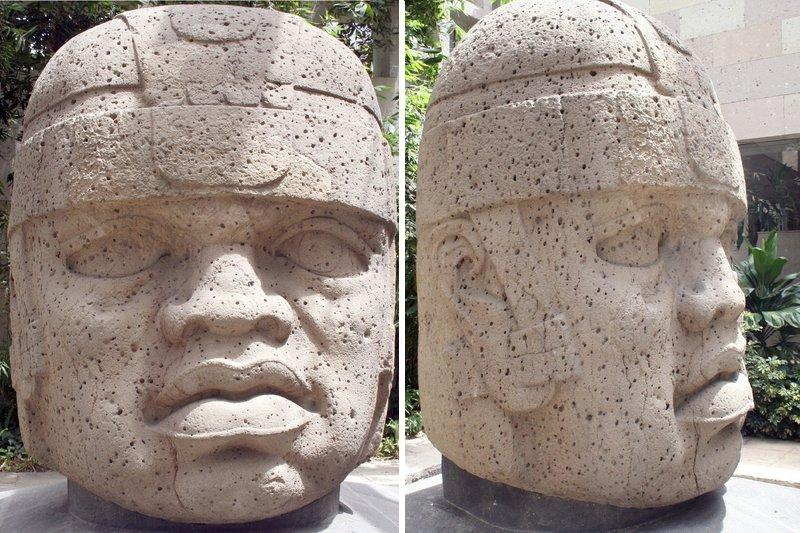
サン＝ロレンソ記念碑1号。代表的な巨石人頭像

オルメカ（Olmeca）は、紀元前1200年頃から紀元前後にかけ、先古典期のメソアメリカで栄えた文化・文明である。アメリカ大陸で最も初期に生まれた文明であり、その後のメソアメリカ文明の母体となったことから、「母なる文明」と呼ばれる。

## 概要

オルメカ文化が栄えた領域

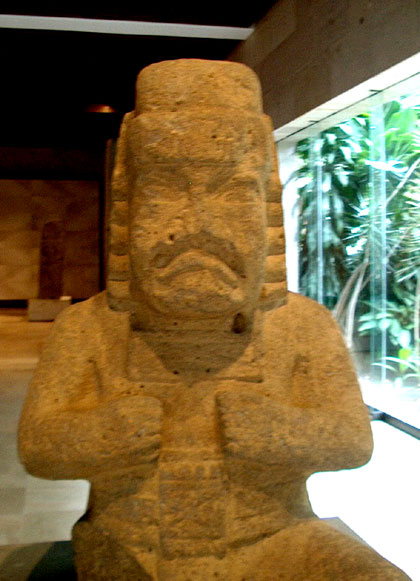
への字に曲がった口は、ジャガーを象徴している。ハラーパのベラクルス州立人類学博物館蔵。

「オルメカ」とは、ナワトル語で「ゴムの人」を意味し、スペイン植民地時代にメキシコ湾岸の住民を指した言葉である。巨石や宝石を加工する技術を持ち、ジャガー信仰などの宗教性も有していた。その美術様式や宗教体系は、マヤ文明などの古典期メソアメリカ文明と共通するものがある。
オルメカの影響は中央アメリカの中部から南部に広がっていたが、支配下にあったのは中心地であるメキシコ湾岸地域に限られた。その領域はベラクルス州南部からタバスコ州北部にかけての低地で、雨の多い熱帯気候のため、度々洪水が起こった。しかし、河川によって肥沃な土地が形成され、神殿を中心とした都市が築かれた。
オルメカの文化は、出土する様々な石像に現れている。人間とジャガーを融合させた神像は、彼らにジャガーを信仰する風習があったことを物語っている。
祭祀場では儀式としての球技が行われ、その際には人間が生贄として捧げられた。また、絵文字や数字を用い、ゼロの概念を持つなど、数学や暦が発達していた。

## 美術
特徴的な美術としては、巨石人頭像やベビーフェイスと呼ばれる石像が挙げられる。大きな石彫だけでなく、ヒスイのような宝石を使った小さなものもあった。
巨石人頭像は、大きいもので3メートルもの高さがある巨大な石像である。胴体は存在せず、頭部だけが作られたものと考えられている。左右に広がった低い鼻や厚い唇といった顔立ちは、ネグロイド的ともモンゴロイド的ともいわれる。

## ギャラリー

サン・アンドレス遺跡から発掘された円筒印章を印刷したもの。鳥がオルメカ文字を話しているとされる図。

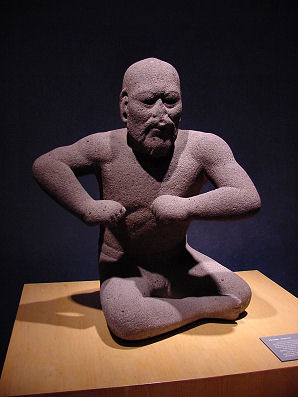
レスラー像。ベラクルス州の一農夫によって1933年に発見され、現在メキシコ国立人類学博物館の所蔵となっている。
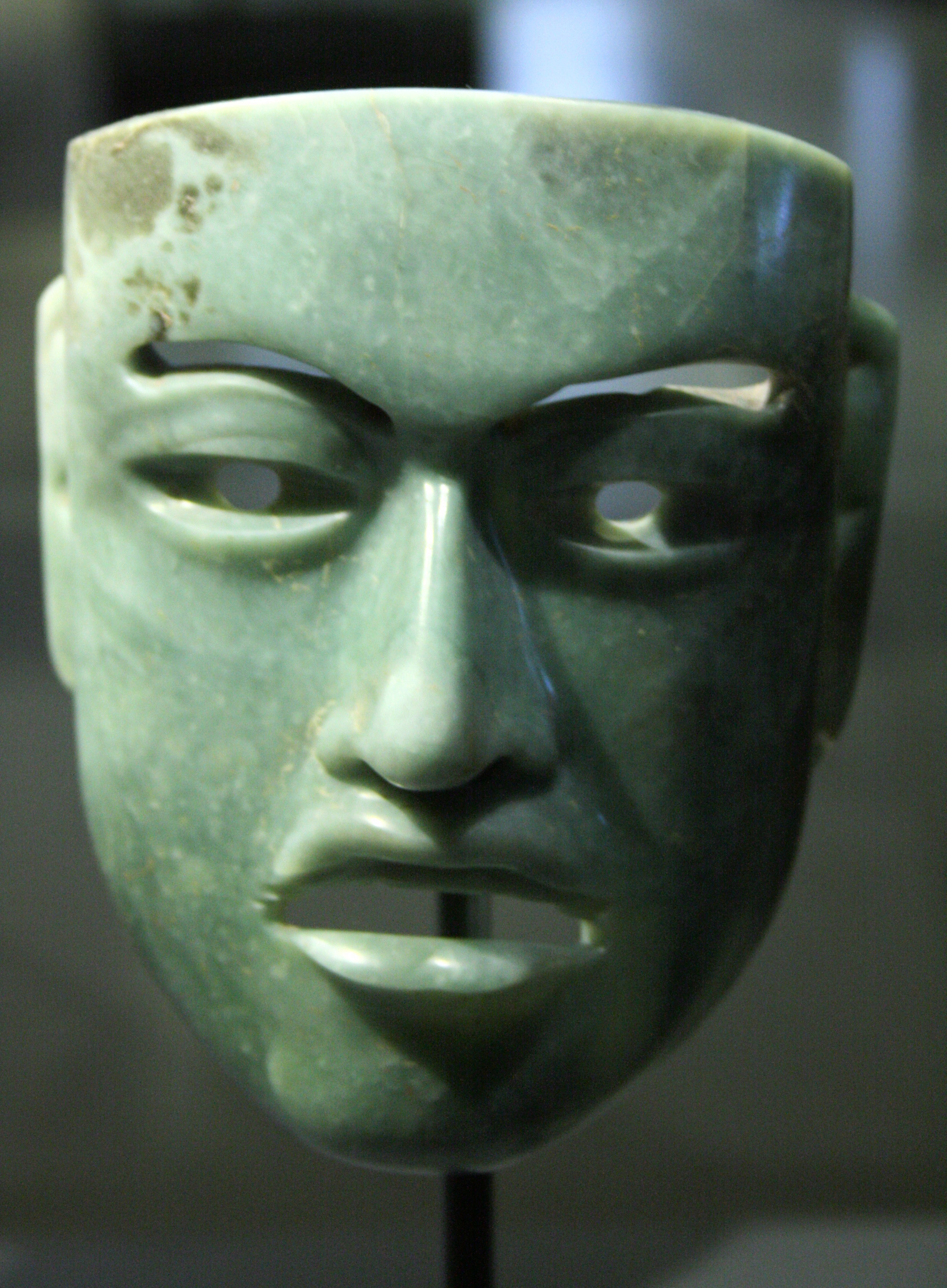
ヒスイの仮面
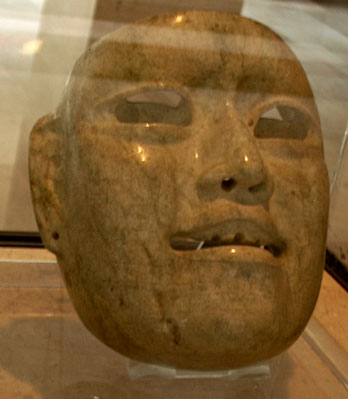
ヒスイの仮面
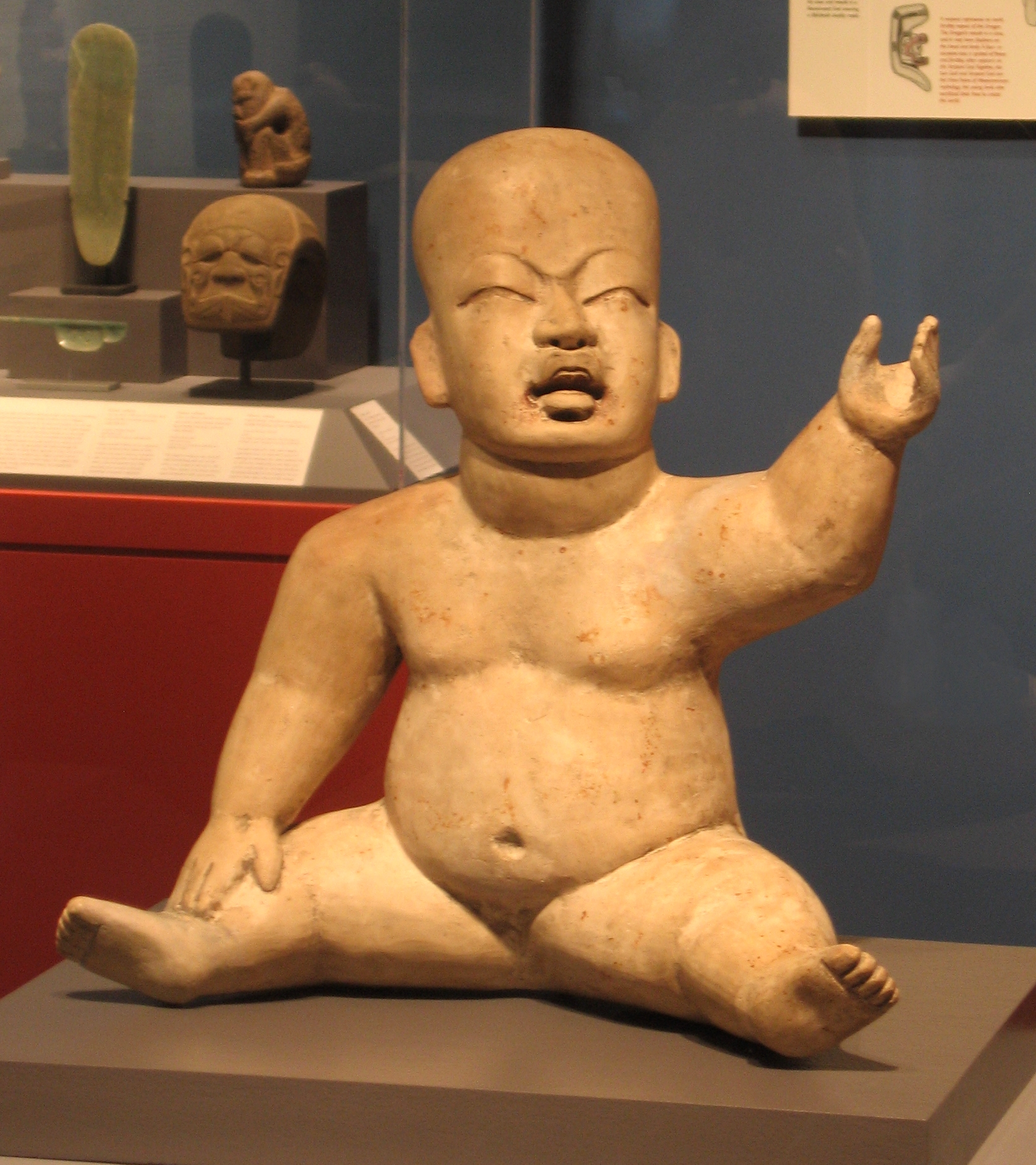
「赤ん坊」の姿をした中空土偶。インディアナ州、ノートルダム大Snite美術館蔵。
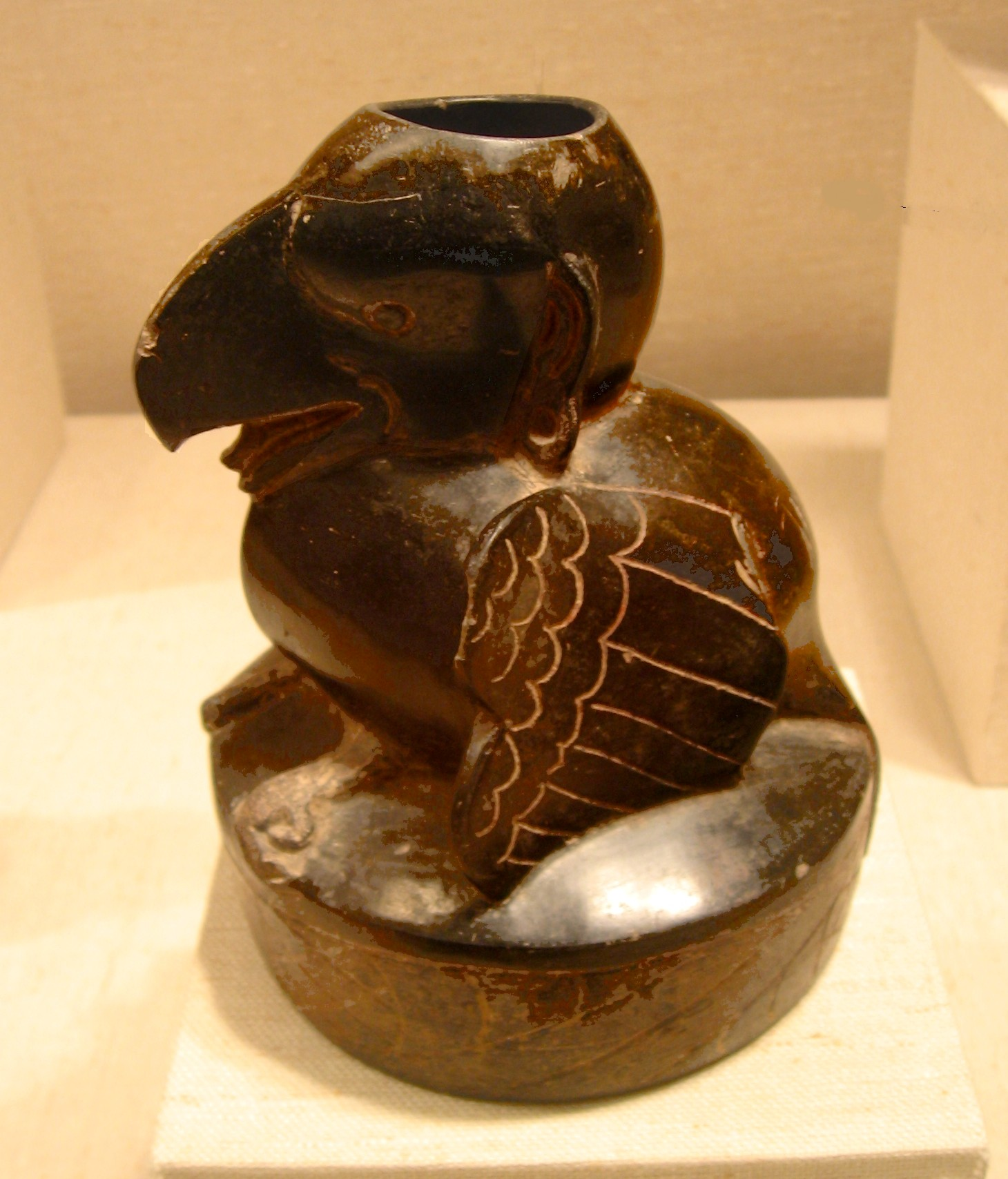
鳥の容器
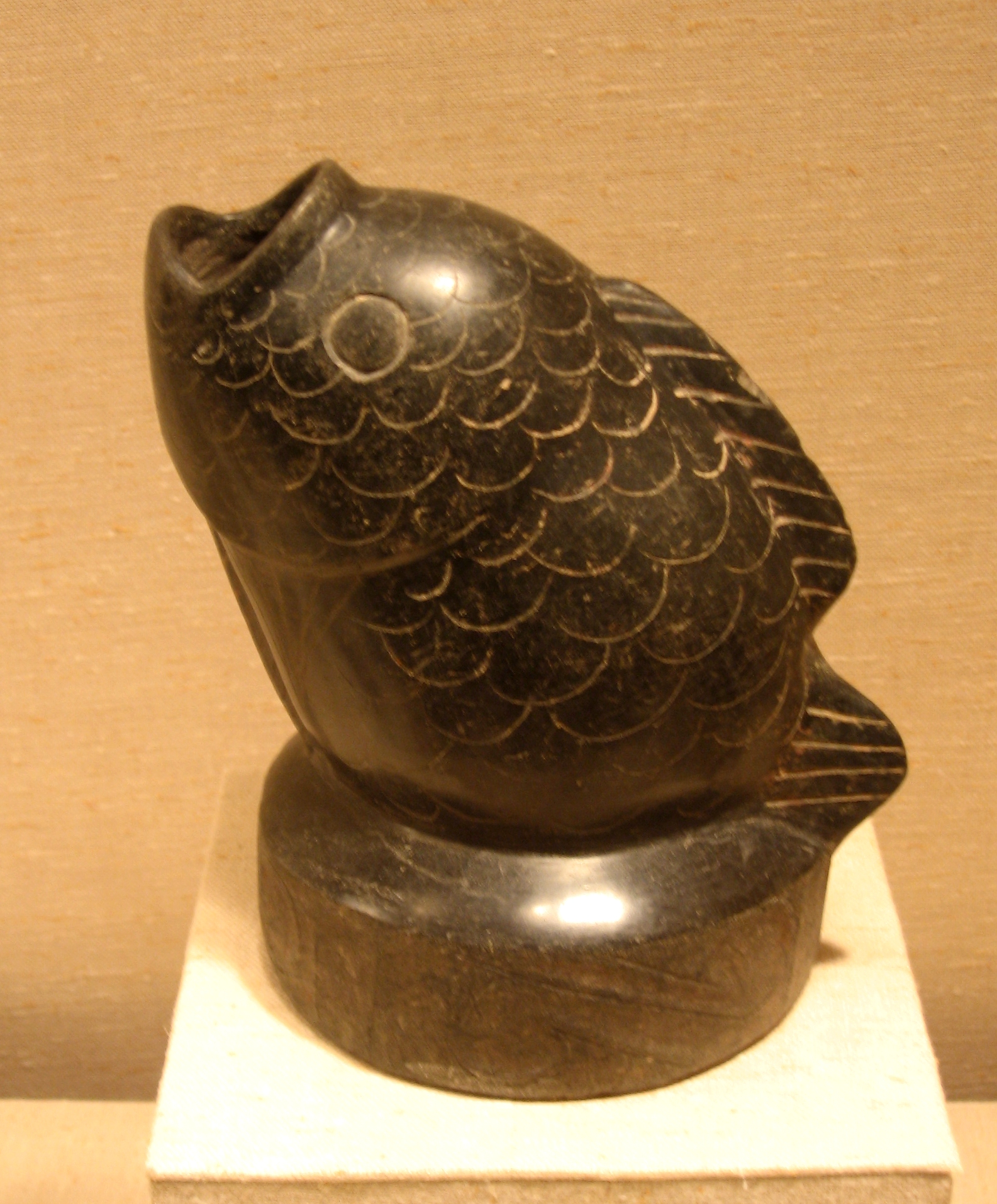
魚の容器
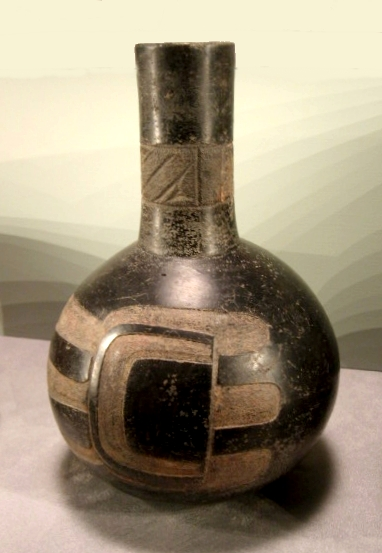
長頸壺。オルメカ独特の文様が施される。おそらくプエブラ州ラス・ボカス（英語版）出土。
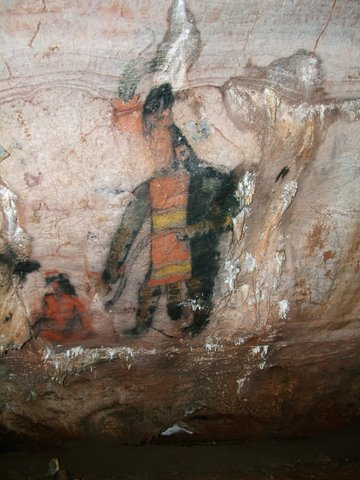
フストラワカ洞窟1号壁画